# Loi Eckert
Lire en ligne

sur Légifrance

La loi relative aux comptes bancaires inactifs et aux contrats d'assurance vie en déshérence, dite loi Eckert, est une loi française promulguée en juin 2014. Elle est la suite logique du contrôle par l’État, amorcé en 2008, de la gestion des comptes bancaires inactifs. Elle a donc pour objet de renforcer la protection du droit de propriété des épargnants, mais aussi d’encadrer rigoureusement la déchéance de propriété en faveur de l’État. La Cour des comptes a en effet estimé le montant des encours à 1,2 milliard d’euros pour les comptes bancaires et à 2,8 milliards d’euros pour l’assurance vie. 
La loi Eckert fixe les règles incontournables de l’identification des comptes inactifs, de la recherche de leurs propriétaires et de la consignation des fonds à la Caisse des dépôts et consignations.
Elle est entrée en vigueur le 1er janvier 2016 et prévoit un transfert au plus tard des avoirs des comptes inactifs en décembre 2016. 

## Historique de la Loi
En août 2008, la Loi de modernisation de l'économie (LME) avait mis fin à la prescription acquisitive à concurrence des 2/5 des sommes prescrites au profit de l’établissement teneur du compte. Ainsi, dès janvier 2009, ont été prescrits au profit de l’Etat les dépôts de sommes d'argent et, d'une manière générale, tous les avoirs en espèces dans les banques, les établissements de crédit et tous autres établissements qui reçoivent des fonds en dépôt ou en compte courant, lorsque ces dépôts ou avoirs n'ont fait l'objet de la part des ayants-droit d'aucune opération ou réclamation depuis trente années. 
En général, les établissements, ayant tout intérêt à laisser courir la prescription (conservation dans les bilans, frais de gestion … ), ont mis peu d’entrain à appliquer la procédure (non obligatoire) de clôture des comptes inactifs depuis dix ans. Conséquence, le transfert des fonds correspondants à la Caisse des dépôts et consignations (CDC) et la recherche des titulaires ou ayants-droit n'étaient pas vraiment une priorité.

## Conséquences
La loi permet avant tout de mieux définir ce qu'est un compte inactif en lui donnant un fondement juridique par son inscription au Code monétaire et financier. Elle fixe les règles, désormais obligatoires et incontournables, de l’identification des comptes inactifs, de la recherche de leurs propriétaires et de la consignation des fonds à la CDC. 
De surcroît, le ministère de l'Économie a engagé des actions fortes pour obliger les établissements à jouer le jeu. Tout d'abord, au moyen de contrôles du régulateur (Autorité de contrôle prudentiel et de résolution (ACPR)) sur les pratiques des établissements depuis l’entrée en vigueur de la LME de 2009. Ainsi, la CNP Assurances a été sanctionnée d’un blâme et d’une amende de 40 millions d’euros, pour manquement à l’obligation de moyens pour identifier les assurés décédés et les bénéficiaires. Ensuite, Bercy a renforcé le dispositif avec la loi Eckert dont l’objet est de prévenir les situations de déshérence de comptes bancaires ou d’assurances-vie (flux), et de traiter une fois pour toutes le « stock » actuel de comptes non réclamés. Enfin, des contrôles de l’ACPR sur l’application de la loi Eckert vont être instaurés et feront l'objet d'un rapport à l’attention du Parlement courant 2016. 
La loi a retenu un principe de rétroactivité sur la date d’inactivité des comptes. 
Cette rétroactivité oblige les établissements concernés à transférer au plus tard le 31 décembre 2016 les comptes inactifs depuis dix ans ou plus (jusqu'à trente ans) et les avoirs des personnes décédées depuis plus de trois ans sans manifestation des ayants droit (gestion du stock). Et les années suivantes, obligation de transférer les fonds des comptes inactifs à la CDC ayant atteint 10 ans d'inactivité (gestion du flux).
Les dispositions relatives à la prescription trentenaire restent en vigueur.

## Présentation détaillée
La détermination de la non activité d'un compte est constatée à la fois :
1. par l’absence de fonctionnement du compte : le compte n'a fait l'objet d'aucune opération, hors inscription d'intérêts et débit par l'établissement tenant le compte de frais et commissions de toutes natures ou versement de produits ou remboursement de titres de capital ou de créance ;
2. par l’absence de manifestation du client : le titulaire du compte, son représentant légal ou la personne habilitée par lui ne s'est pas manifesté, sous quelque forme que ce soit, auprès de cet établissement ni n'a effectué aucune opération sur un autre compte ouvert à son nom dans les livres de l'établissement.

Sur une période (en fonction des produits) : 
- un an : 
  - compte de dépôt,
  - compte courant ,
  - quel que soit le type de produit en cas de décès du titulaire si aucun des ayants droit ne s’est manifesté;

NB : Consultation annuelle obligatoire du Répertoire national d'identification des personnes physiques afin d’identifier les titulaires décédés et informer les ayants-droit. 
- cinq ans : 
  - produits d’épargne,
  - comptes sur livrets,
  - comptes titres 
  - comptes à terme épargne salariale.

NB : En cas de clause contractuelle prévoyant une période d’indisponibilité des sommes, la vérification de l’inactivité du compte commence après la période d’indisponibilité. 
Renforcement des obligations des établissements pour les comptes constatés inactifs :
- obligation d’informer le titulaire, son représentant légal (ou les ayants droit) sur les conséquences de l’inactivité de leur compte ;
- obligation de clore les comptes inactifs et d’en déposer les fonds à la Caisse des dépôts et consignations au bout de dix ans d’inactivité du compte et, par exception, vingt ans pour les PEL quand aucun autre produit n'est détenu dans le même établissement ;
- cas particulier des titulaires décédés : 
  - obligation de clore les comptes inactifs et d’en déposer les fonds à la Caisse des dépôts et consignations au bout de trois ans après la date du décès du titulaire si aucune manifestation des ayants droit ou du notaire chargé de la succession ;
- obligation de conserver et de publier les éléments liés à la gestion des comptes inactifs : 
  - nombre de comptes et montant des avoirs pour : 
    - comptes inactifs dans les livres de l’établissement ;
    - nombre de comptes clos et t montant des avoirs déposés à la CDC ;

  - Informations sur les comptes jusqu'à la prescription acquise à l’État : solde, date de dépôt à la CDC.

## Récupération des sommes auprès de la CDC
Une fois les fonds versés à la Caisse des Dépôts et Consignations (CDC) , ceux-ci peuvent encore être restitués aux ayants-droit, à leur demande .
La CDC a lancé depuis le 02/01/2017 le site web CICLADE pour permettre aux titulaires de comptes bancaires oubliés et aux bénéficiaires de contrats d’assurance-vie non réclamés de récupérer leur argent. Même si le détenteur du compte est bien identifié, la CDC exige une attestation de l'établissement bancaire pour prouver qu’il s'agit bien du titulaire du compte.